# Mistrzostwa Świata w Biathlonie 2017
49. Mistrzostwa Świata w Biathlonie odbyły się w dniach 9–19 lutego 2017 roku w austriackim Hochfilzen. Były to czwarte mistrzostwa świata w biathlonie rozgrywane w Hochfilzen – poprzednie odbyły się w latach 1978, 1998 oraz 2005.
Podczas mistrzostw rozegrano jedenaście konkurencji wśród kobiet i mężczyzn: sprint, bieg indywidualny, bieg pościgowy, bieg masowy, sztafeta oraz sztafeta mieszana. W klasyfikacji medalowej zwyciężyli Niemcy z dorobkiem 8 medali (7–1–0), zaś indywidualnie najwięcej medali zdobyła reprezentantka tego kraju Laura Dahlmeier, która zakończyła mistrzostwa z dorobkiem sześciu krążków, w tym z pięcioma złotymi.

## Program mistrzostw
Program mistrzostw
| Dzień     | Początek | Konkurencja                | Liczba uczestników |
| Dzień     | CET      | Konkurencja                | Liczba uczestników |
| --------- | -------- | -------------------------- | ------------------ |
| 9 lutego  | 14:45    | Sztafeta mieszana          | 25 * 4             |
| 10 lutego | 14:45    | Sprint kobiet              | 101                |
| 11 lutego | 14:45    | Sprint mężczyzn            | 103                |
| 12 lutego | 10:30    | Bieg pościgowy kobiet      | 60                 |
| 12 lutego | 15:00    | Bieg pościgowy mężczyzn    | 60                 |
| 15 lutego | 14:30    | Bieg indywidualny kobiet   | 99                 |
| 16 lutego | 14:30    | Bieg indywidualny mężczyzn | 102                |
| 17 lutego | 14:45    | Sztafeta kobiet            | 23 * 4             |
| 18 lutego | 14:45    | Sztafeta mężczyzn          | 26 * 4             |
| 19 lutego | 11:30    | Bieg masowy kobiet         | 30                 |
| 19 lutego | 14:45    | Bieg masowy mężczyzn       | 30                 |

## Terminarz
| Konkurencja                | Data      | Godzina   | Złoto                                                                              | Srebro                                                                                      | Brąz                                                                            | Źr.    |
| -------------------------- | --------- | --------- | ---------------------------------------------------------------------------------- | ------------------------------------------------------------------------------------------- | ------------------------------------------------------------------------------- | ------ |
| Sztafeta mieszana          | 9 lutego  | 14:45 CET | Niemcy Vanessa Hinz · Laura Dahlmeier · Arnd Peiffer · Simon Schempp               | Francja Anaïs Chevalier · Marie Dorin Habert · Quentin Fillon Maillet · Martin Fourcade     | Rosja Olga Podczufarowa · Tatjana Akimowa · Aleksandr Łoginow · Anton Szypulin  | [ 1 ]  |
| Sprint kobiet              | 10 lutego | 14:45 CET | Gabriela Koukalová                                                                 | Laura Dahlmeier                                                                             | Anaïs Chevalier                                                                 | [ 2 ]  |
| Sprint mężczyzn            | 11 lutego | 14:45 CET | Benedikt Doll                                                                      | Johannes Thingnes Bø                                                                        | Martin Fourcade                                                                 | [ 3 ]  |
| Bieg pościgowy kobiet      | 12 lutego | 10:30 CET | Laura Dahlmeier                                                                    | Darja Domraczewa                                                                            | Gabriela Koukalová                                                              | [ 4 ]  |
| Bieg pościgowy mężczyzn    | 12 lutego | 15:00 CET | Martin Fourcade                                                                    | Johannes Thingnes Bø                                                                        | Ole Einar Bjørndalen                                                            | [ 5 ]  |
| Bieg indywidualny kobiet   | 15 lutego | 14:30 CET | Laura Dahlmeier                                                                    | Gabriela Koukalová                                                                          | Alexia Runggaldier                                                              | [ 6 ]  |
| Bieg indywidualny mężczyzn | 16 lutego | 14:30 CET | Lowell Bailey                                                                      | Ondřej Moravec                                                                              | Martin Fourcade                                                                 | [ 7 ]  |
| Sztafeta kobiet            | 17 lutego | 14:45 CET | Niemcy Vanessa Hinz · Maren Hammerschmidt · Franziska Hildebrand · Laura Dahlmeier | Ukraina Iryna Warwyneć · Julija Dżima · Anastasija Merkuszyna · Ołena Pidhruszna            | Francja Anaïs Chevalier · Célia Aymonier · Justine Braisaz · Marie Dorin Habert | [ 8 ]  |
| Sztafeta mężczyzn          | 18 lutego | 14:45 CET | Rosja Aleksiej Wołkow · Maksim Cwietkow · Anton Babikow · Anton Szypulin           | Francja Jean-Guillaume Béatrix · Quentin Fillon Maillet · Simon Desthieux · Martin Fourcade | Austria Daniel Mesotitsch · Julian Eberhard · Simon Eder · Dominik Landertinger | [ 9 ]  |
| Bieg masowy kobiet         | 19 lutego | 11:30 CET | Laura Dahlmeier                                                                    | Susan Dunklee                                                                               | Kaisa Mäkäräinen                                                                | [ 10 ] |
| Bieg masowy mężczyzn       | 19 lutego | 14:45 CET | Simon Schempp                                                                      | Johannes Thingnes Bø                                                                        | Simon Eder                                                                      | [ 11 ] |

## Klasyfikacje

### Tabela medalowa
| #   | Reprezentacja     | Złoto | Srebro | Brąz | Razem |
| --- | ----------------- | ----- | ------ | ---- | ----- |
| 1.  | Niemcy            | 7     | 1      | 0    | 8     |
| 2.  | Francja           | 1     | 2      | 4    | 7     |
| 3.  | Czechy            | 1     | 2      | 1    | 4     |
| 4.  | Stany Zjednoczone | 1     | 1      | 0    | 2     |
| 5.  | Rosja             | 1     | 0      | 1    | 2     |
| 6.  | Norwegia          | 0     | 3      | 1    | 4     |
| 7.  | Białoruś          | 0     | 1      | 0    | 1     |
| 7.  | Ukraina           | 0     | 1      | 0    | 1     |
| 9.  | Austria           | 0     | 0      | 2    | 2     |
| 10. | Włochy            | 0     | 0      | 1    | 1     |
| 10. | Finlandia         | 0     | 0      | 1    | 1     |